# Детлаф, Андрей Антонович
Андрей Антонович Детлаф (16 апреля 1922, Московская область — 10 апреля 2003, Москва) — кандидат технических наук, профессор МЭИ. Автор широко известных учебников по физике.

## Биография
Родился 16 апреля 1922 года в селе Ивановское Волоколамского района Московской области в семье Антона Осиповича Детлафа, преподавателя математики в педагогическим техникуме в селе Ивановском под Волоколамском и врача Софьи Ароновны урождённой Шафит. Старшая сестра Татьяна Детлаф, известный эмбриолог, биолог развития.
В 1939 году окончил школу-десятилетку в подмосковном посёлке Малаховка с правом поступления в вуз без вступительных экзаменов. Поступил на механико-математический факультет МГУ. С 30 июля по сентябрь 1941 году по спецзаданию МГК ВЛКСМ вместе с другими студентами мехмата участвовал в строительстве оборонительных сооружений вдоль реки Десны (притока Днепра). В 16 октября Андрей Детлаф и вместе с несколькими однокурсниками записались добровольцами в лыжный батальон, но они не смогли выехать по направлению военкомата в город Гороховец, где формировалось их соединение. 18 октября военкомат отправил их пешком из Москвы на восток по владимирскому тракту, в конце ноября они пришли в учебный батальон запасной бригады в окрестностях Йошкар-Олы. 
Накануне 1942 году зачислен на инженерный факультет Ленинградской военно-воздушной академии, эвакуированной в Йошкар-Олу из Ленинграда. В ноябре 1946 году окончил Военно-воздушную Инженерную Академию с золотой медалью. С января 1947 года работал три года в Конструкторском бюро А. А. Микулина, по просьбе конструктора Микулина был демобилизован. В январе 1950 года поступил в аспирантуру на кафедру теоретических основ теплотехники Московского энергетического института. В феврале 1953 году успешно защитил диссертацию на степень кандидата технических наук. Поступил на преподавательскую работу на кафедре физики Московского текстильного института сначала на должности ассистента, а с конца 1954 года — доцента. В связи с тяжёлой болезнью жены оставил преподавание в текстильном институте и перешёл на работу в заочный институт (ВЗИТЛП), где совместно с Борисом Михайловичем Яворским написал ряд учебников по физике для втузов и справочник по физике для инженеров и студентов. После ухода Б. М. Яворского с 1960 по 1965 год заведовал кафедрой физики заочного института. Но, не найдя взаимопонимания с новым ректором, в 1965 году по конкурсу перешёл на должность доцента на кафедре физики Московского энергетического института к профессору В. А. Фабриканту, а с 1978 года — профессор той же кафедры.
С 1969 года (по 1984) являлся заместителем заведующего кафедрой физики МЭИ по методическим вопросам. В 1980 году ВАК утвердила Детлафа в учёном звании профессора.
Его справочник по физике, многократно изданный в России и за рубежом, признается лучшим в мировой литературе среди книг данного типа. Автор более 100 печатных трудов в области физики.
По итогам 2013 года его «Курс физики» (в соавторстве с Яворским) вошёл в 15 самых популярных книг у политехников.
Совместно с сестрой Т. А. Детлаф занимался исследованием феномена биологического времени. Они предложили использовать в качестве единицы времени при изучении эмбрионального развития пойкилотермных животных  длительность одного митотического цикла, периода синхронных делений дробления. Эта длительность была обозначена ими как [1]. А. А. Нейфах, высоко оценив идею Т. А. и А. А. Детлафов, предложил назвать единицу биологического времени в их честь «детлаф».
Скончался 10 апреля 2003 года. Похоронен на Малаховском кладбище Люберецкого района Московской области.

## Семья
- Жена (с августа 1946) — Елена Ивановна Аникеева (1924—1971), инженер-рентгеноструктурщик.
  - Дочь — Софья Детлаф (род. 3 октября 1949).
  - Дочь — Татьяна Детлаф (11 мая 1951—1970).
- Сестра — Татьяна Антоновна (1912—2006), биолог развития, доктор биологических наук, ученица М. М. Завадовского, Д. П. Филатова, И. И. Шмальгаузена[6].

## Труды
- Детлаф А. А., Яворский Б. М. Курс физики. 9-е изд., стер. 720 с. ISBN 978-5-4468-0470-2
- Яворский Б. М., Детлаф А. А. Справочник по физике для инженеров и студентов ВУЗов М.: Наука. 1968. 940 c.
- Yavorsky B., Detlaf A. Handbook of Physics. Moscow: Mir Publ. 1972. 968 p.
- Yavorski B., Detlaf A. Aide-memoire de physique. Moscou: EM. 1986. 964 p.
- Яворский Б. М., Детлаф А. А., Лебедев А. К. Справочник по физике для инженеров и студентов вузов. М.: Оникс, Мир и Образование, Харвест. 2007. ISBN 5-488-00330-4, 5-94666-260-0, 985-13-5975-0; 2007 г.
- Яворский Б. М., Детлаф А. А. Физика для школьников старших классов и поступающих в ВУЗы. М. Дрофа. 2003. 800 с. ISBN 5-7107-7812-5.